# Xã Albion, Quận Howard, Iowa
Xã Albion (tiếng Anh: Albion Township) là một xã thuộc quận Howard, tiểu bang Iowa, Hoa Kỳ. Năm 2010, dân số của xã này là 335 người.